# FC DAG
El FC DAG fue un equipo de fútbol de Estonia que alguna vez jugó en la Meistriliiga, la primera división de fútbol en el país.

## Historia
Fue fundado en el año 1910 en la capital Tallin y tras la independencia de Estonia y la caída de la Unión Soviética cambia su nombre por el de SS Tartu Kalev, siendo uno de los equipos fundadores de la Meistriliiga en 1992.
El club cambió de nombre en varias ocasiones, las cuales fueron:
- 1992 : Tartu Kalev
- 1993-94 : ESDAG
- 1994-96 : DAG

El club militó por 4 temporadas en la Meistriliiga en donde nunca pasó del 6.º lugar, y desaparece en el año 1996 luego de que su principal patrocinador DAG deja de financiar al equipo.

## Temporadas
| Temporada      | Liga           | División       | Equipos        | J              | G              | E              | P              | GF             | GC             | GD             | Pts.           |                |
| Tartu SS Kalev | Tartu SS Kalev | Tartu SS Kalev | Tartu SS Kalev | Tartu SS Kalev | Tartu SS Kalev | Tartu SS Kalev | Tartu SS Kalev | Tartu SS Kalev | Tartu SS Kalev | Tartu SS Kalev | Tartu SS Kalev | Tartu SS Kalev |
| -------------- | -------------- | -------------- | -------------- | -------------- | -------------- | -------------- | -------------- | -------------- | -------------- | -------------- | -------------- | -------------- |
| 1992           | Meistriliiga   | 6.             | 14             | 10             | 4              | 3              | 3              | 27             | 18             | +9             | 11             |                |
| Tartu SS EsDAG |                |                |                |                |                |                |                |                |                |                |                |                |
| 1992/93        | Meistriliiga   | 8.             | 12             | 22             | 5              | 3              | 14             | 30             | 75             | -45            | 13             |                |
| 1993/94        | Meistriliiga   | 7.             | 12             | 22             | 6              | 2              | 14             | 22             | 59             | -37            | 14             |                |
| Tartu FC DAG   |                |                |                |                |                |                |                |                |                |                |                |                |
| 1994/95        | Meistriliiga   | 8.             | 8              | 14             | 1              | 1              | 12             | 6              | 47             | -41            | 4              |                |
| 1995/96        | Esiliiga       | 8.             | 8              | 14             | 0              | 1              | 13             | 12             | 67             | -45            | 1              |                |